# 꿈의별 버튼노즈
꿈의별 버튼노즈는 산리오가 제작한 TV 애니메이션 시리즈이다. 1985년 10월 19일부터 1986년 4월 26일까지 TV 아사히에서 총 26화로 방영되었다.
대한민국에서는 《딸기나라 꼬마임금》이라는 제목으로 1986년 7월 8일부터 1986년 8월 12일까지 KBS에서 방영되었다.

## 줄거리
말괄량이 여자아이 버튼노즈가 딸기묘목을 가지러온 로봇인 치쿠타쿠봉을 따라 우주 저멀리 카린트별의 후크랜드로 떠나 벌어지는 이야기를 다루고있다. 어느날 밤 로봇이 딸기를 사러 집에 온다. 버튼노즈가 우주선을 보았을때, 갑자기 출발하고 지구에 착륙하게 된다. 우연히도, 행성의 왕은 그녀의 친척이 되어 그녀에게 지구에 머무르라고 권유하게 된다.

## 등장인물
- 버튼노즈
- 프랭클린
- 치쿠타쿠봉
- 화스너
- 플라워 왕자
- 시종장
- 클리프

## 주제가
- 오프닝과 엔딩

- 가자! 후크랜드로! - 김태연과 참새들